# Tetramorium parvum
Tetramorium parvum är en myrart som beskrevs av Bolton 1977. Tetramorium parvum ingår i släktet Tetramorium och familjen myror. Inga underarter finns listade i Catalogue of Life.